# 阿尔纳克拉波斯特
阿尔纳克拉波斯特（法語：Arnac-la-Poste，法語發音：[aʁnak la pɔst]）是法国新阿基坦大区上维埃纳省的一个市镇，属于贝拉克区。

## 地理
阿尔纳克拉波斯特（46°15'57"N, 1°22'26"E）面积46.62 平方千米，位于法国新阿基坦大区上维埃纳省，该省份为法国中西部省份，北起顺时针与安德尔省、克勒兹省、科雷兹省、多爾多涅省、夏朗德省和维埃纳省接壤。
与阿尔纳克拉波斯特接壤的市镇（或旧市镇、城区）包括：圣叙尔皮斯莱弗耶、拉苏泰赖讷、圣莫里斯-拉苏泰赖讷、瓦雷耶、伯奈兹河畔马亚克、圣阿芒马尼亚泽、圣伊莱尔拉特雷耶。

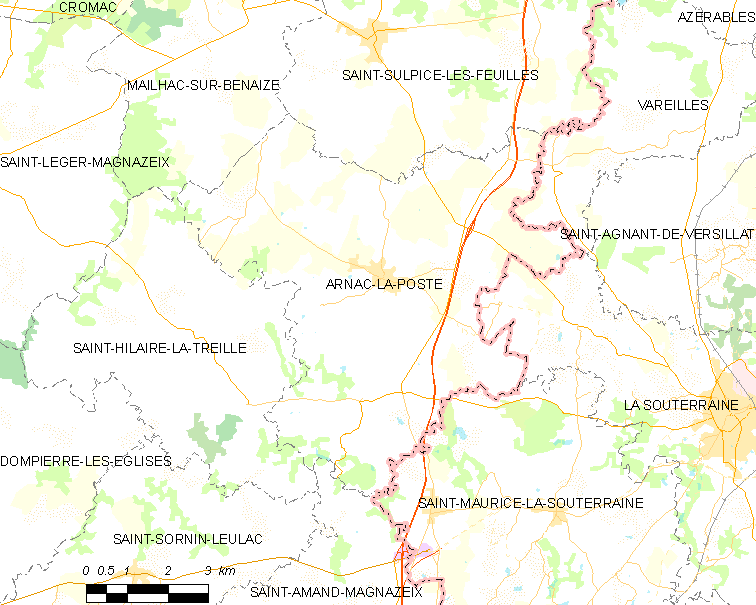
阿尔纳克拉波斯特的OSM定位图

阿尔纳克拉波斯特的时区为UTC+01:00、UTC+02:00（夏令时）。

## 行政
阿尔纳克拉波斯特的邮政编码为87160，INSEE市镇编码为87003。

## 政治
阿尔纳克拉波斯特所属的省级选区为沙托蓬萨克县。

## 人口

1962-2008年间阿尔纳克拉波斯特人口变化图示

阿尔纳克拉波斯特于2022年1月1日时的人口数量为911人。